# Stephan Stracke

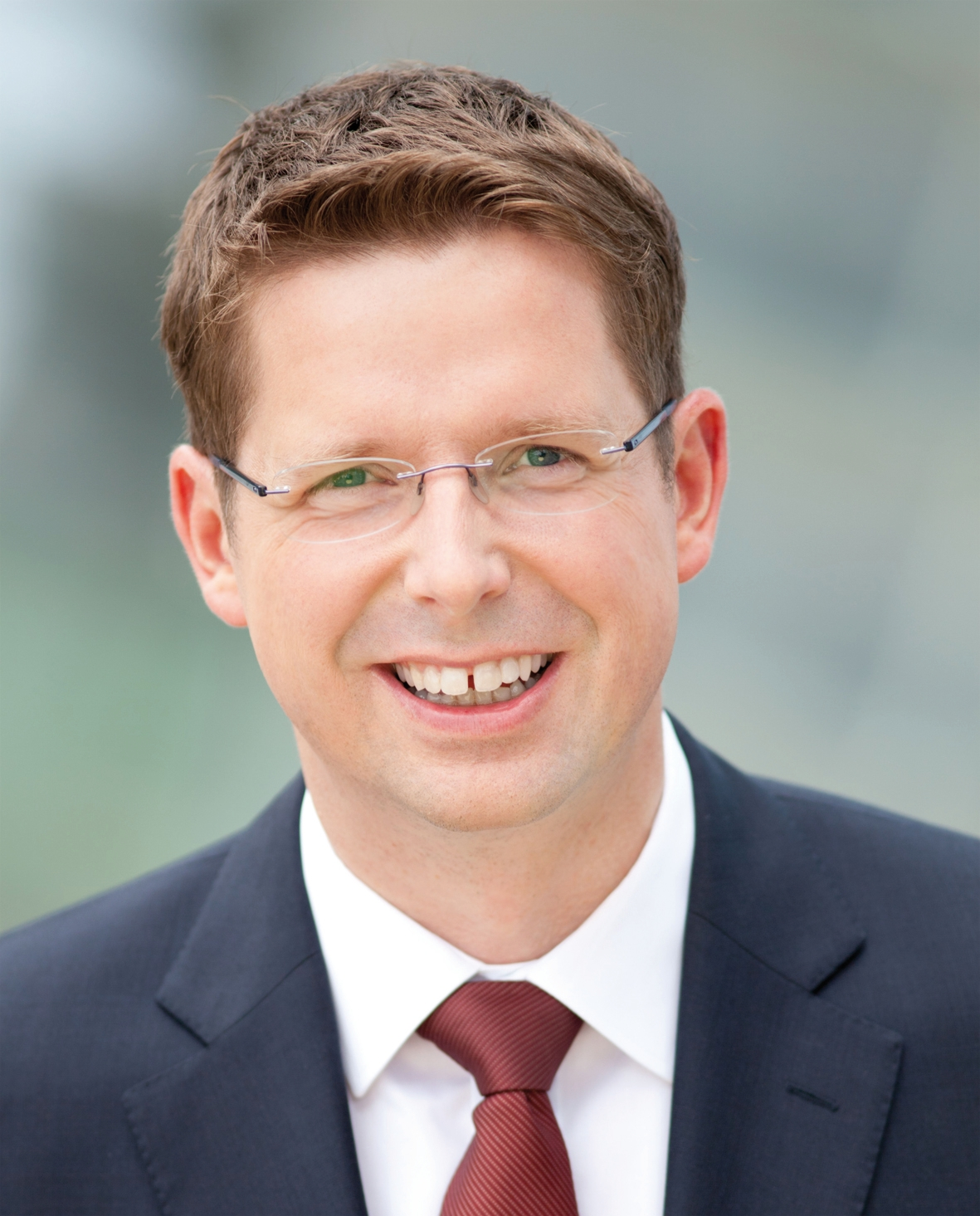
Stephan Stracke (2013)

Stephan Stracke (* 1. April 1974 in Marktoberdorf) ist ein deutscher Jurist und Politiker (CSU). Seit Herbst 2009 ist er Mitglied des Deutschen Bundestages.

## Leben

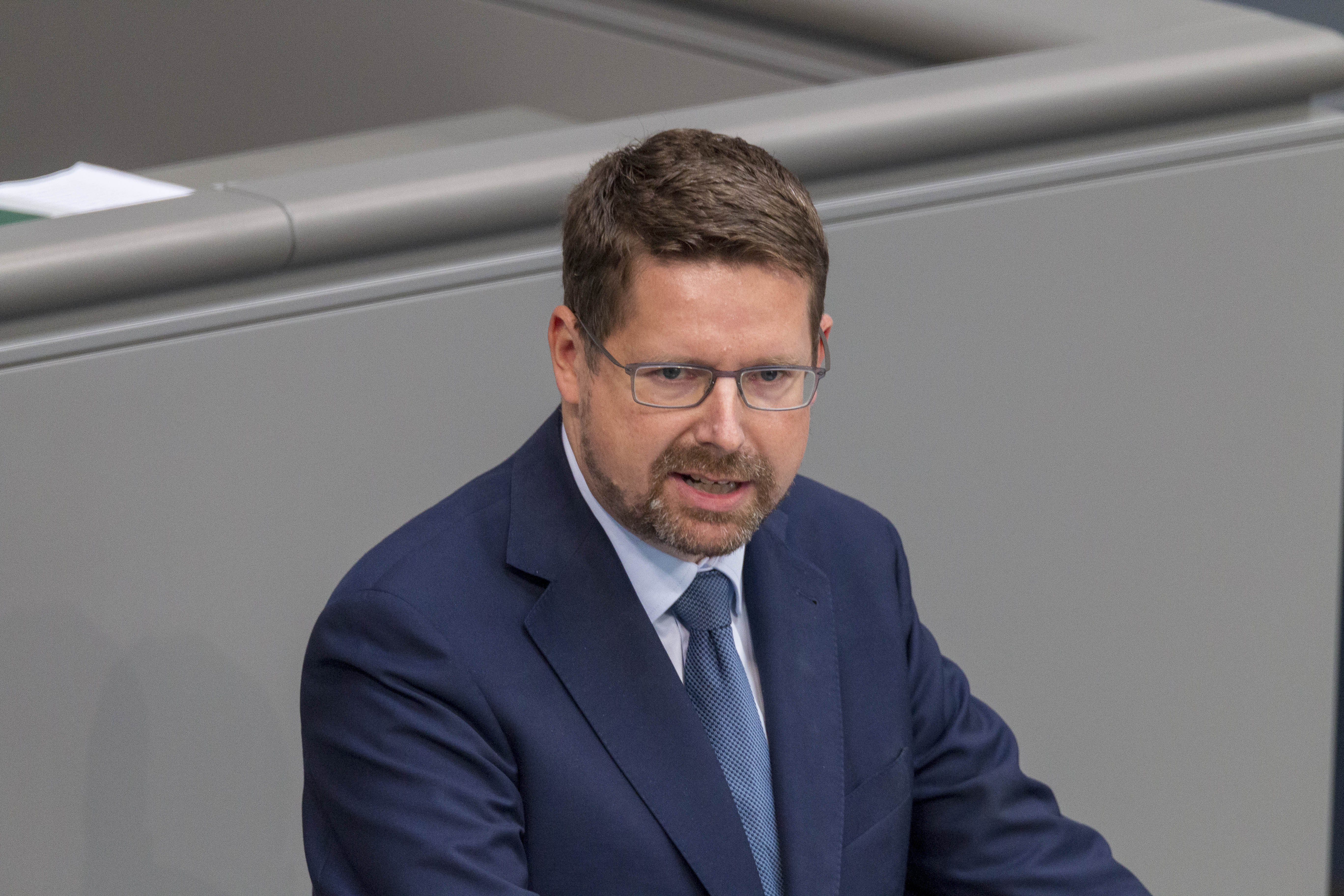
Stephan Stracke, 2020 im Deutschen Bundestag

Stracke verbrachte seine Kindheit und Schulzeit in Kaufbeuren. Nach dem Abitur 1993 legte er seinen Grundwehrdienst ab und studierte im Anschluss zwischen 1994 und 1998 – ausgestattet mit einem Stipendium der Hanns-Seidel-Stiftung – Rechtswissenschaft an der Universität Augsburg. 1999 legte er die Erste Juristische Staatsprüfung ab. Seine Referendariatszeit verbrachte er unter anderem am Landratsamt Ostallgäu und in einer Steuer- und Wirtschaftskanzlei in Augsburg. 2001 folgte die Zweite Juristische Staatsprüfung.
Er ließ sich 2002 als Rechtsanwalt nieder. 2005 trat er als Jurist bei der Landesbaudirektion München in den bayerischen Staatsdienst ein. 2006 wechselte er als Leiter der Abteilung Recht in das Staatliche Bauamt München 1. Seit Dezember 2008 ist er an der Obersten Baubehörde im Bayerischen Staatsministerium des Innern tätig und wurde dort im März 2009 zum Oberregierungsrat ernannt.
Stracke ist katholisch und verheiratet. Er ist Vater dreier Kinder.

## Politik
Seine politische Laufbahn begann 1991 mit dem Eintritt in die Junge Union Bayern. Dort diente er von 1999 bis 2007 als Vorsitzender des Kreisverbandes Ostallgäu. Zudem war er Mitglied des Bezirksausschusses der JU Schwaben und von 2003 bis 2007 Deutschlandrat und Mitglied des Landesausschusses der Jungen Union Bayern. 1995 wurde Stracke Mitglied der CSU. 2005 wurde er zum Ortsvorsitzenden der CSU-Kaufbeuren gewählt und seit 2007 ist er stellvertretender Kreisvorsitzender der CSU Ostallgäu.
Ein erstes politisches Mandat übernahm er nach der Kommunalwahl im Frühjahr 2002 als Stadtrat in Kaufbeuren. Dort ist er Mitglied im Bauausschuss und stellvertretender Vorsitzender der CSU-Fraktion. Am 28. Februar 2009 wurde er in Obergünzburg als Nachfolger des nicht mehr kandidierenden Kurt Rossmanith zum Direktkandidaten der CSU für den Bundestagswahlkreis Ostallgäu gewählt. Bei der Abstimmung setzte er sich in einer Stichwahl gegen den Ettringer Bürgermeister Robert Sturm durch.

### Deutscher Bundestag
Nach der Bundestagswahl 2009 zog er erstmals als Abgeordneter in den Deutschen Bundestag ein.
Im 18. Deutschen Bundestag war er stellvertretender Vorsitzender des zweiten NSU-Untersuchungsausschusses. Im 19. Deutschen Bundestag gehörte er als ordentliches Mitglied dem Ausschuss für Arbeit und Soziales an. Als stellvertretendes Mitglied war er im Ausschuss für Bau, Wohnen, Stadtentwicklung und Kommunen, im Ausschuss für Gesundheit, im Ausschuss für Familie, Senioren, Frauen und Jugend, sowie im Ausschuss für Verkehr und digitale Infrastruktur vertreten. Seit dem 6. Juni 2018 ist er zudem Mitglied in der von der Bundesregierung eingesetzten Rentenkommission Verlässlicher Generationenvertrag.
Bei der Bundestagswahl 2021 konnte er mit 38,8 Prozent der Erststimmen sein Direktmandat verteidigen.
Bei der Bundestagswahl 2025 erreichte Stracke 45,5 Prozent der Erststimmen und somit erneut das Mandat im Bundestagswahlkreis Ostallgäu. Seit  dem 13. Mai 2025 ist er Stellvertretender Fraktionsvorsitzender für die Themen Verkehr, Wohnen, Stadtentwicklung und Bauwesen. Außerdem ist er stellvertretendes Mitglied im Verkehrsausschuss, im Ausschuss für Arbeit und Soziales sowie im Ausschuss für Wohnen, Stadtentwicklung, Bauwesen und Kommunen.